# Los Ciruelos, Nayarit
Los Ciruelos är en ort i Mexiko.   Den ligger i kommunen Del Nayar och delstaten Nayarit, i den centrala delen av landet, 600 km väster om huvudstaden Mexico City. Los Ciruelos ligger 702 meter över havet och antalet invånare är 128.
Terrängen runt Los Ciruelos är kuperad åt sydväst, men åt nordost är den bergig. Terrängen runt Los Ciruelos sluttar västerut. Runt Los Ciruelos är det mycket glesbefolkat, med 5 invånare per kvadratkilometer. Närmaste större samhälle är Presidio de los Reyes, 14,5 km väster om Los Ciruelos. I omgivningarna runt Los Ciruelos växer huvudsakligen savannskog.